# Champasack
Champasack es un distrito de la provincia de Champasak, Laos. A 1 de marzo de 2015 tenía una población censada de 62 728 habitantes.
Se encuentra ubicado al sur del país, sobre la meseta de Bolaven, y cerca de las cataratas Khone Phapheng que forma el río Mekong, y de la frontera con Tailandia y Camboya.